# غرين أيلاند (نيويورك)
غرين أيلاند (بالإنجليزية: Green Island, New York)‏ هي بلدة أمريكية تقع في الولايات المتحدة في نيويورك (ولاية). يقدر عدد سكانها بـ 2,620 نسمة .